# Hugo Ramón Llulluy
Ernan Hugo Ramón Llulluy (San Marcos de Rocchac, Tayacaja, Huancavelica, 10 de julio de 1970) es un ingeniero metalúrgico y político peruano. Fue alcalde del distrito de San Marcos de Rocchac entre 2002 y 2010 y Consejero regional de Huancavelica entre 2011 y 2014.

## Biografía
Nació en San Marcos de Rocchac, provincia de Tayacaja, departamento de Huancavelica, Perú, el 10 de julio de 1970.  Entre 1993 y 1998 cursó estudios superiores de ingeniería metalúrgica en la Universidad Nacional del Centro del Perú en la ciudad de Huancayo.

## Vida política
Su primera participación política fue en las elecciones municipales de 1998 en las que fue candidato a alcalde del distrito de San Marcos de Rocchac por el partido Renacimiento Andino sin obtener la elección. Fue elegido a ese cargo en las elecciones de 2002 cuando postuló por el mismo movimiento. Fue reelegido en las elecciones municipales del 2006 por el Movimiento Independiente Trabajando para Todos. Culminando su gestión participó en las elecciones regionales de Huancavelica de 2010 como candidato a la consejero regional por el mismo movimiento obteniendo la elección. En las elecciones municipales del 2018 tentó nuevamente la alcaldía del distrito de San Marcos de Rocchac quedando en tercer lugar con sólo el 17.661% de los votos